# Philotella
Genre
Philotella est un genre de collemboles de la famille des Neanuridae.

## Liste des espèces
Selon Checklist of the Collembola of the World (version du 1er novembre 2019) :
- Philotella deharvengi Najt & Weiner, 1985
- Philotella miracli Najt & Weiner, 1985
- Philotella obesa Babenko, 2007
- Philotella olgae Kniss & Thibaud, 1995
- Philotella tertia Najt & Weiner, 1985

## Publication originale
- Najt & Weiner, 1985 : Collemboles de Corée du Nord. 6. Les genres Micranurida Boerner et Philotella n. g. Annales de la Société Entomologique de France, vol. 21, no 1, p. 29-38.